# Trojan Records
Trojan Records var ett brittiskt skivbolag startat 1967 (namnet Trojan kom först 1968) av Lee Gopthal och Chris Blackwell. Ett skivbolag som fokuserade på tidig form av reggae, dvs. ska och rocksteady. De gjorde en stor insats för reggaens popularitet i Storbritannien genom licensiering av jamaicanska artister.
De första skivsläppen var uteslutande Duke Reid-produktioner men han fick snart sällskap av andra framstående jamaicanska producenter såsom Lee Perry, Clancy Eccles och Bunny Lee. Skivbolagets första hit att nå topplistan i Storbritannien var The Pioneers "Long shot kick the bucket", som hamnade på plats 21 i oktober 1969. En annan framgångsrik produktion var den populära skivserien Tighten Up som gavs ut i sex volymer.
1975 såldes skivbolaget till Saga Records och 2001 vidare till Sanctuary Records Group. 2007 köptes den sistnämnda av skivbolagsjätten Universal Music. Inom reggaekretsar är Trojan framförallt hyllat för sitt pionjärskap mellan åren 1968 och 1975, då de lade grunden för en musikstil som efterhand spred sig långt utanför Jamaica och Storbritannien.